# Pčinja (Kolašin)
Pour les articles homonymes, voir Pčinja.
Pčinja (en serbe cyrillique : Пчиња) est un village du centre du Monténégro, dans la municipalité de Kolašin.

## Démographie

### Évolution historique de la population
| 1948 | 1953 | 1961 | 1971 | 1981 | 1991 | 2003 |
| ---- | ---- | ---- | ---- | ---- | ---- | ---- |
| 20   | 57   | 54   | 70   | 68   | 61   | 59   |